# Zero tolerancji dla przemocy w szkole
Zero tolerancji dla przemocy w szkole – rządowy projekt wypracowany w Ministerstwie Edukacji Narodowej przez ówczesnego ministra Romana Giertycha i zaprezentowany w dniu 3 listopada 2006 roku w gdańskim Gimnazjum nr 2, jego celem według autora miało być „ukrócenie przemocy i agresji oraz poprawa bezpieczeństwa w polskich szkołach i placówkach edukacyjnych”. Wskazywano, także, że "najważniejszym, priorytetowym zadaniem programu jest osiągnięcie rzeczywistej poprawy stanu bezpieczeństwa uczniów w polskich szkołach, ograniczenie występujących zjawisk patologicznych, w tym szczególnie agresji i przemocy rówieśniczej. Na program ten przeznaczono 67 mln złotych z budżetu państwa na rok 2007.

## Realizacja  programu
Za realizację programu odpowiedzialna była administracja rządowa przy wsparciu państwowych jednostek organizacyjnych realizujących zadania w zakresie objętym programem, jednostki samorządu terytorialnego, Policji, straży (miejskiej, gminnej), przy współpracy organizacji pozarządowych, kościołów, szkoły i placówki oświatowe oraz szkoły wyższe kształcące nauczycieli, zakłady kształcenia nauczycieli, placówki doskonalenia nauczycieli. Realizację programu zaplanowano na lata 2007 –2013.

## Założenia programu
Program ten zakładał:
1. brak zgody ze strony państwa na szerzące się zło,
2. wprowadzenie prawnego zakazu rozpowszechniania pornografii (która zdaniem autorów programu leży u podstaw wielu zachowań cechujących się agresją),
3. podjęcie działań w celu bezwzględnego ścigania dealerów narkotyków,
4. podjęcie działań zmierzających do ścigania przestępstw stręczycielstwa i sutenerstwa,
5. organizację dzieciom i młodzieży czasu wolnego,
6. wprowadzenie przepisów ułatwiających odwołanie nauczycieli nierzetelnych, którzy wiedząc o przemocy w szkole nie reagują na nią,
7. zmiany w ustawie o systemie oświaty polegające m.in. na:
  - dołączeniu nowego rozdziału o prawach i obowiązkach ucznia, w którym zostaną zawarte regulacje dotyczące dyscypliny szkolnej, kar, nagród i środków wychowawczych,
  - Ministerstwo Edukacji Narodowej chce także ustanowić specjalną nagrodę dla tych uczniów, którzy pomagają innym w sytuacji gnębienia przez kolegów i koleżanki,
  - wprowadzeniu nowej hierarchii kar. Będzie to upomnienie, nagana, list do rodziców, skreślenie z listy uczniów, zaś w przypadku szkoły podstawowej i gimnazjum przeniesienie do innej szkoły,
  - wprowadzeniu środków wychowawczych nakładanych przez dyrektora szkoły np.: przeproszenie pokrzywdzonego, obowiązkowe uczestniczenie w odpowiednich zajęciach, zawieszenie niektórych praw ucznia, wykonywanie dodatkowych zadań na rzecz szkoły, zakaz opuszczania szkoły w czasie przerw między lekcjami itp.,
  - upoważnieniu dyrektorów szkół do sprawdzania trzeźwości uczniów,
8. zobowiązanie szkół do określenia tzw. „godnych strojów”, w jakich uczniowie mają przychodzić na lekcje,
9. częstsze kontrole w szkołach
10. wprowadzenie zakazu używania telefonów komórkowych na lekcjach,
11. ograniczenie przebywania nieletnich w miejscach publicznych po godz. 22:00
12. wprowadzenie prawnego obowiązku zawiadamiania Policji lub sądu przez dyrektorów szkół o okolicznościach świadczących o demoralizacji nieletniego, zwłaszcza o naruszaniu przez niego zasad współżycia społecznego bądź popełnieniu czynu zabronionego,
13. zmiany w ustawie o Policji i o strażach gminnych, polegające na zobligowaniu tych instytucji do informowania rodziców i szkół o uczniach, którzy w trakcie zajęć szkolnych przebywają poza szkołą,
14. zmiany w ustawie o samorządzie gminnym, polegające na wprowadzeniu podstawy prawnej dla Rad Gmin do wydawania aktów prawa miejscowego wprowadzających ograniczenie przebywania nieletnich w miejscach publicznych bez opieki dorosłych (w godzinach nocnych),
15. zakaz rozpowszechniania brutalnych gier komputerowych[5].

Stosowanie środków wychowawczych przez dyrektora miało być uzależnione od zgody rodziców lub pełnoletniego ucznia. W przypadku braku takiej zgody miał być składany wniosek do właściwego sądu. Sąd zaś mógł zobowiązać ucznia do naprawienia szkody, wykonania określonych prac lub świadczeń na rzecz pokrzywdzonego, szkoły lub społeczności lokalnej. Jeżeli wymienione powyżej środki wychowawcze okazały się bezskuteczne, wówczas dyrektorzy szkół, w ramach kary ostatecznej, mieli móc skierować ucznia do Ośrodka Wsparcia Wychowawczego.

## „Trójki giertychowskie”
W ramach programu w listopadzie 2006 powołano tzw. „trójki giertychowskie”, czyli zespoły, w skład których wchodzą policjant, przedstawiciel organu prowadzącego szkołę i przedstawiciel kuratorium oświaty.
O specyfice „trójek” decydowali wojewodowie, którzy byli odpowiedzialni za ich powołanie. Pierwsze „trójki” ruszyły do szkół w połowie listopada 2006. Ich zadaniem była kontrola polskich szkół a zwłaszcza zwrócenie uwagi na problemy z jakimi borykają się szkoły (alkoholizm, narkomania, agresja, przemoc, kradzieże itp.). Na polecenie Romana Giertycha kuratoria wysyłały do szkół giertychowskie trójki, które liczyły uczennice w ciąży, a z kolei w okresie sprawowania funkcji ministra przez Ryszarda Legutkę sprawdzały, czy uczniowie chodzą w mundurkach.
Działanie trójek miało polegać na prowadzeniu rozmów z uczniami i nauczycielami m.in. na temat zjawiska przemocy oraz zbieraniu informacji o takich zdarzeniach. Akcja miała potrwać do końca sierpnia 2007 roku a wyniki jej przeprowadzenia miały być podstawą do wprowadzenia programu „Zero tolerancji dla przemocy w szkole”. Tzw. trójki Giertycha w Małopolsce skontrolowały blisko trzy tysiące szkół, a do tej pracy w woj. małopolskim oddelegowano 230 policjantów, ponad 80 wizytatorów z kuratorium oświaty i pracowników samorządu gminnego.